# Ehrenfriedersdorf
Ehrenfriedersdorf è un comune di 4541 abitanti del libero stato della Sassonia, Germania, nel circondario dei Monti Metalliferi.

## Amministrazione

### Gemellaggi
- Burgkunstadt, Germania
- Veresegyház, Repubblica Ceca